# Кузнецкий край
Кузнецкий край — областная общественно-политическая газета. Создана в 1950 году как печатный орган Кемеровского областного комитета ВЛКСМ. Долгое время являлась ведущей молодёжной газетой Кемеровской области. С 1950 по 1991 гг. издавалась под названием «Комсомолец Кузбасса». Первый редактор «Комсомольца Кузбасса» — Николай Троицкий.

## История
В 1994 году газета была акционирована.
До мая 2004 года газета выходила форматом А2, три раза в неделю. Максимальный тираж — 140 000 экземпляров.
При редакторе Евгении Богданове газета была переименована и носила название «Кузнецкий край». Газета находилась в оппозиции к местной власти. Губернатор Аман Тулеев, сумевший «приручить» всю местную прессу, не мог долго терпеть критику «Кузнецкого края». Вскоре редактор Богданов был снят с занимаемой должности. В 2002 году контрольный пакет акций в результате интенсивной скупки ценных бумаг перешёл от редакционного коллектива к ИД «Провинция» (город Новокузнецк), принадлежащему ФПГ «Евразхолдинг». При поддержке последнего главным редактором стала Наталья Ким.
В 2004 г. в газете «Кузнецкий край» снова сменилось руководство, тираж сократился до критического минимума. В период редакторства Александра Трутнева «Кузнецкий край» из ежедневной газеты формата А2 превратился в еженедельник формата А3, тираж снизился в десять раз — с 60000 до 6000 экземпляров.
В ноябре 2008 года «Кузнецкий край» был закрыт.
После своего смещения Богданов вместе со своими единомышленниками в 2002 году выпустили номер газеты под старым названием «Комсомолец Кузбасса». Однако права на это название моментально зарегистрировал ИД «Провинция». Тогда Богданов открыл газету «Край» с группой журналистов, которые вместе с ним уволились из «Кузнецкого края»(КК). Газета "Край"просуществовала до 2006 года и оставалась единственным оппозиционным изданием в медиа-пространстве Кемеровской области.
Евгений Богданов скончался в июне 2006 года от онкологического заболевания.
Администрация Кемеровской области выразила искренние соболезнования в связи с безвременной кончиной редактора газет «Комсомолец Кузбасса», «Кузнецкий край», «Край» — Богданова Е. А.

## Состав
В разное время газету возглавляли: Рудольф Теплицкий, Владимир Романов, Борис Синявский, Петр Бугаев, Евгений Красносельский, Евгений Богданов, Наталья Ким, Александр Трутнев.
В редакции газеты работали журналисты, впоследствии ставшие известными писателями — Виктор Козько, лауреат премии Ленинского комсомола, Владимир Куропатов, Владимир Мазаев, Геннадий Юров. Многие журналисты «Комсомольца Кузбасса» — «Кузнецкого края» позже стали собственными корреспондентами, корреспондентами, обозревателями ведущих СМИ страны. В их числе Юрий Соломонов, Владислав Ровицкий, Борис Синявский, Дмитрий Сагара, Василий Попок и другие.
В годы перестройки издание поддерживало происходившие в стране перемены и отошло от «комсомольской» тематики. Этот период можно охарактеризовать как период расцвета публицистики. «Кузнецкий край» становится ведущим областным печатным изданием Кузбасса, представляя собой диалоговую площадку основных политических сил области. Именно тогда газета имела максимальные тиражи. Здесь работали журналисты, реально претендующие на роль лидеров общественного мнения: Евгений Богданов, Василий Попок, Дмитрий Сагара, Андрей Ореховский, Наталья Ким, Галина Бабанакова, Валентина Акимова, Михаил Гревнев, Татьяна Черкасова, Андрей Королев, Сергей Бондаренко.

## Интересные факты
С 1917 по 1918 в Кузнецке издавалась газета «Кузнецкий край».

## Известные сотрудники
- Горелкин, Антон Вадимович — депутат Госдумы РФ с 2016 года.